# François-Xavier Roch
François-Xavier Roch, né le 5 avril 1946 à Montbéliard, est un officier, photographe de guerre lors des Opérations Extérieures de l'armée française, chef des reporters de l’ECPAD et officier du bureau photo  du SIRPA. Il vit à Paris.

## Biographie
Après un emploi à la BNCI de Montbéliard de 1960 à 1964, François-Xavier Roch s’engage en 1964 dans l’infanterie de  Marine et fait l’ENSOA (École nationale des sous-officiers d’active), 9e promotion, à Saint-Maixent-l’École. Nommé sergent, il est affecté au 24e Rima à Perpignan puis au 4e RSMA à Saint-Denis de La Réunion.
En 1969, il suit le stage de brevet de chef de section à Tananarive, Madagascar, au 2e RPIMA au camp d’Ivato.
En 1970, affecté sur sa demande à l'ECPA, il devient reporter-photographe, puis en 1979, chef des reporters.
De 1978 à 1984, il effectue une longue série de missions au Liban FINUL, FMI, FMSB d’où il rapporte plus de 6 000 photographies sur les 26 000 que compte la collection « Liban » de l’ECPAD.
En 1982, il est de l’opération Épaulard à Beyrouth.
De 1985 à 1988, nommé lieutenant, il est officier du bureau photo du SIRPA, Paris.
Entre 1988-1990, il retourne à l'ECPAD où 90 000 de ses photos sont archivées.
Quittant l’armée avec le grade de capitaine en 1990, il sera directeur commercial du laboratoire photographique Pictorial Service de 1990 à 2005.
Il est membre du comité directeur des Gens d'images.

## Décorations
- Médaille militaire
- Chevalier de l’Ordre National du Mérite
- Croix de la Valeur Militaire avec 1 citation